# Norops townsendi
Norops townsendi är en ödleart som beskrevs av  Leonhard Hess Stejneger 1900. Norops townsendi ingår i släktet Norops och familjen Polychrotidae. Inga underarter finns listade i Catalogue of Life.